# Larry Towell
Larry Towell (* 1953 in Chatham-Kent, Ontario) ist ein kanadischer Fotograf, Volksmusiker, Geschichtenerzähler und Mitglied der Fotoagentur Magnum.

## Leben
Larry Towell, Sohn eines Autoschlossers, entstammt einer Familie mit mexikanischen Wurzeln. Er wuchs im ländlichen Ontario auf und besuchte zunächst regionale Schulen. Danach studierte er Bildende Kunst an der York University in Toronto. Das Studium weckte sein Interesse an der Fotografie. 1976 ging Towell als Freiwilliger nach Kalkutta, Indien und begann nebenbei zu fotografieren. Die offensichtlichen Gegensätze von Arm und Reich, besonders die Situation der notleidenden Landbevölkerung ohne Grundbesitz, der Landlosen, beschäftigten ihn. Nach seiner Rückkehr nach Kanada lehrte er zunächst Volksmusik und Dichtkunst, um seinen Lebensunterhalt zu bestreiten. 1984 entschloss er sich, ganz als freischaffender Fotograf zu arbeiten.
Seine ersten Fotoreportagen machte Towell über die Konterrevolutionäre in Nicaragua, den Bürgerkrieg in El Salvador, den Protesten der Verschwundenen in Guatemala und um amerikanische Vietnam-Veteranen, die daran arbeiteten, Vietnam wieder aufzubauen. Seine erste Fotoreportage beleuchtete ökologischen Schäden, die das Leck des Tankers Exxon Valdez verursacht hatte.
Nachdem unter anderem die Zeitschriften The New York Times, Life, und Rolling Stone Fotoreportagen von Larry Towell veröffentlicht hatten, wurde er im Jahr 1988 als erstes kanadisches Mitglied in die Fotoagentur Magnum aufgenommen. Er hatte den Konflikt zwischen Israel und Palästina dokumentiert und mennonitische Einwanderer auf ihren Arbeitsstellen in Mexiko fotografiert. Eine sehr persönlichen Arbeit von ihm zeigte das Leben auf der Farm seiner Familie im südlichen Ontario. Aufmerksamkeit weckten auch seine Reportagen von den kriegerischen Ereignissen in Afghanistan.
Er verwendet stets traditionellen Negativ-Film und hält nichts von digitalen Möglichkeiten: Schwarz-Weiß ist immer noch die poetische Form der Fotografie, wird er zitiert,  Digital ist gut für den Schnellschuss. Schwarz-Weiß dagegen bedingt ein Engagement von Zeit und Liebe des Fotografen. Zur eindrucksvollen Darstellung der Befindnis einzelner Menschen in zerstörter Landschaft greift Towell gern zu einer Panoramakamera.
Seine Arbeiten insgesamt umfassen Fotobücher, Gedichte und mündlich Überliefertes traditioneller Geschichtenerzähler. Auf Audio-CDs hat er Geschichten und Lieder seiner Begegnungen in verschiedenen Ländern aufgenommen. Towell lebt mit seiner Frau Ann und ihren vier Kindern auf einer Farm in Lambton County Ontario.

## Auszeichnungen (Auswahl)
- 2007:    Achievement In Filmmaking Award, New York Independent Film And Video Festival
- 2005:    Prix Nadar für No Man's Land
- 2003:    Prix Henri Cartier-Bresson
- 2000:    Society for News Design Award, La Nacion
- 1999:    Hasselblad Foundation Award
- 1998:    1. Preis Alfred Eisenstaedt Award
- 1998:    Pictoral Prize, Pictures of the Year Foundation, University of Missouri
- 1998:    Overseas Press Club, New York, Citation of Excellence
- 1998:    Society of Publication Designers, Magazine of the Year,The New York Times
- 1998:    Society of Publication Designers, Merit Award, The New York Times Magazine
- 1997:    Golden Light (Best Monograph Award)
- 1996:    Leica Oskar Barnack Award
- 1996:    El Mundo Award
- 1995:    Ernst Haas Foundation Award
- 1994/95: Goldmedaille, Canadian National Awards
- 1994:    Foto des Jahres, Canon Photo Essay Award
- 1994:    World Press Photo, Erster Preis in der Kategorie Daily Life Stories und Erster Preis in der Kategorie: General News Stories
- 1994:    Bestes Foto des Jahres, World Press Photo
- 1993:     Erster Preis in der Kategorie: Daily Life Stories, Pressefoto des Jahres
- 1991/93:  Goldmedaille, Western Canada Magazine Awards
- 1991:     W. Eugene Smith Foundation Award
- 1991:     Silbermedaille, Canadian National Awards

## Ausstellungen (Auswahl)
- 2012: Royal Ontario Museum, Toronto, Kanada[3]
- 2006: FOAM, Amsterdam
- 2005: No Man's Land - Fondation Henri Cartier-Bresson, Paris, France
- 2001: National Portrait Gallery, Edinburgh, UK
- 2001: Canadian Museum of Contemporary Photography, Ottawa, Kanada
- 1997: Noorderlicht Photo Festival, Groningen, Niederlande
- 1997: Circulo de Bellas Artes, Madrid, Spanien
- 1994: Carnets de Voyage – Canadian Museum of Contemporary Photography
- 1991: Le Mois de la Photo – Maison de la Culture Plateau, Montreal, Kanada

## Schriften
- Ruins: Afghanistan (2009)
- The Cardboard House. MSF Peru – Action on Aids|Verlag Trolley Books 2008. ISBN 978-1-904563-71-6
- The World From My Front Porch (2008)
- In the Wake of Katrina (2006)
- No Man's Land (2005) ISBN 978-2-84597-144-8
- The Mennonites (2000)
- Then Palestine (1999)
- El Salvador (1997)
- House on Ninth Street (1994)
- The Prison Poems of Ho Chi Minh (1992)
- Somosa's Last Stand (1990)
- Gifts of War (1988)
- Burning Cadillacs (1983)